# ジュール・ビアンキ
ジュール・ルシアン・アンドレ・ビアンキ（Jules Lucien André Bianchi, 1989年8月3日 - 2015年7月17日）は、フランス・アルプ＝マリティーム県ニース出身のレーシングドライバー。

## 経歴

### 初期の経歴

#### レーシング・カート
祖父は3度のGTチャンピオンであるマウロ・ビアンキ。また、マウロの兄（伯祖父）のルシアン・ビアンキは、1959年から1968年までF1で活躍していたドライバーで、耐久レースにおいても1968年のル・マン24時間レースに優勝したというレーサー一家である。
3歳からレーシングカートに乗り、5歳からカートレースを始め、2005年にはフォーミュラAでアジア・パシフィックチャンピオン、2006年にはフランスチャンピオンとなる。

#### フォーミュラ・ルノー
2007年からフランス・フォーミュラ・ルノー2.0とフォーミュラ・ルノー・ユーロカップに参戦し、フランス・フォーミュラ・ルノー2.0では初年度にチャンピオンを獲得した。

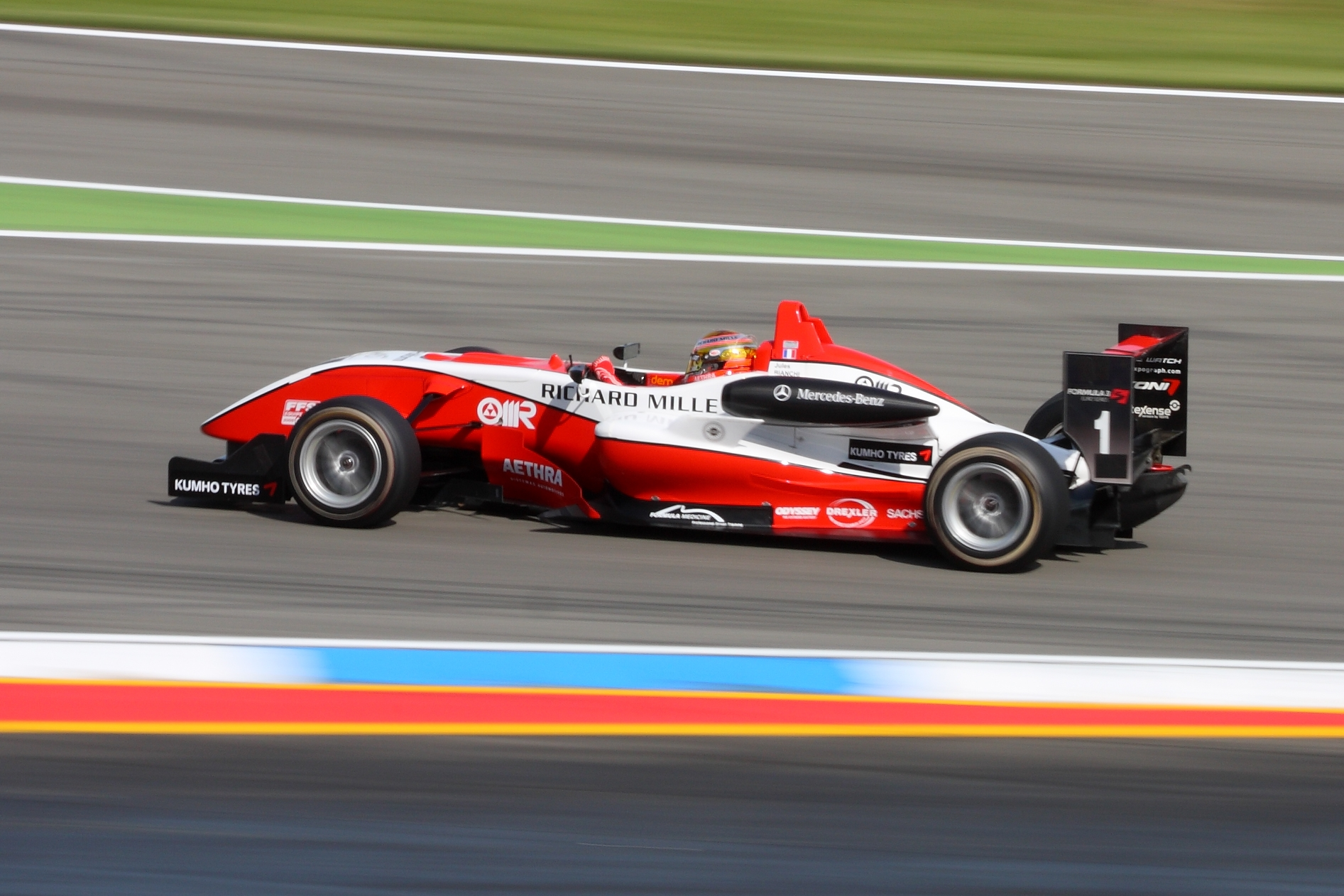
ARTグランプリのダラーラF308を駆るビアンキ。（2009年ホッケンハイム）

#### フォーミュラ3
2007年の終盤から、フォーミュラ3・ユーロシリーズにARTグランプリから参戦する。この頃に就いたマネージャーはARTグランプリの監督であるニコラス・トッド（FIA会長ジャン・トッドの息子）だった。
2008年もARTグランプリからフォーミュラ3・ユーロシリーズに参戦。選手権3位で終えた。また、マスターズF3にも参戦し優勝した。
2009年もARTグランプリよりフォーミュラ3・ユーロシリーズに参戦。バルテリ・ボッタス、エステバン・グティエレス、エイドリアン・タンベイとチャンピオン争いをし、この年最多の9勝を上げて見事チャンピオンに輝いた。フォーミュラ・ルノー3.5にモナコラウンドのみ参戦したがリタイアとなった。

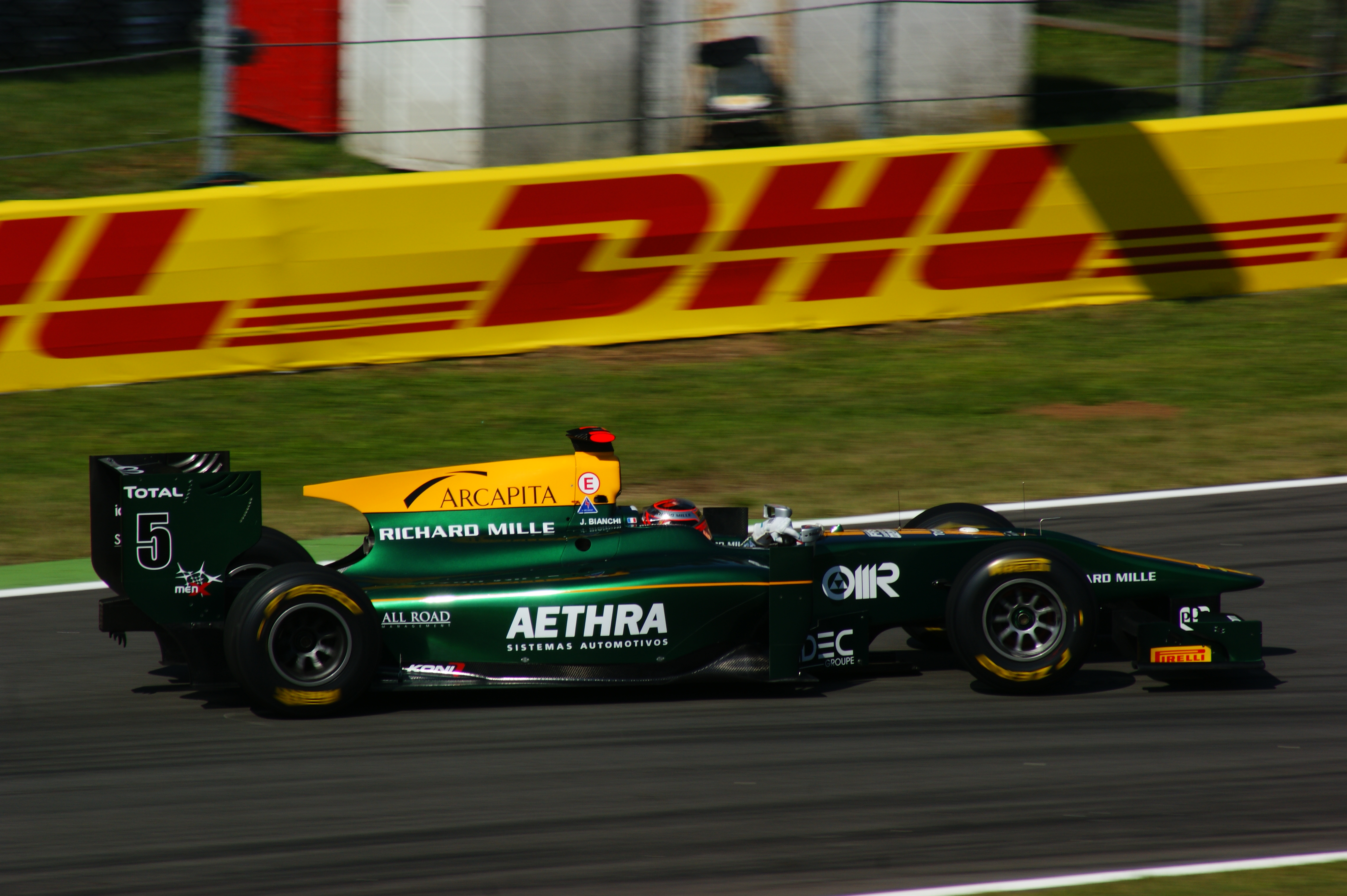
GP2時代、ロータスARTより参戦するビアンキ。（2011年モンツァ）

#### GP2
2010年はARTグランプリよりGP2に参戦。しかし、F1と併催されたハンガリーGPのレース1のオープニングラップでDAMSのホーピン・タンとクラッシュ。脊髄を損傷し、レース2の欠場を余儀なくされた。しかし、次のベルギーGPでは無事復帰した。最終的には優勝はなかったものの選手権を3位で終えた。
2011年も名称が変わったLotus ARTからGP2に参戦。1勝を上げるが前年と同様に選手権は3位となった。

#### フォーミュラ・ルノー3.5
2012年は再びF1とバッティングしないフォーミュラ・ルノー・3.5に参戦。ロビン・フラインスと最終ラウンドまでチャンピオンを争ったが、選手権2位に終わった。

## F1
2009年末に発足したフェラーリ・ドライバー・アカデミー（FDA）の初期の所属ドライバーとなった。2011年にはフェラーリのテストドライバーとして契約した。
2012年にはフォース・インディアとリザーブドライバーとして契約し、2012年シーズン中のフリー走行1回目（FP1）に9回出走した。

### 2013年
2013年シーズンは、ニコ・ヒュルケンベルグの移籍で空いたフォース・インディアのシートをエイドリアン・スーティルと競ったがシートは獲得できなかった。しかし、マルシャと契約していたルイス・ラジアにスポンサー料の支払いが期限内に行われないトラブルが発生したため、代わってシートを獲得した。チームメイトは同じくルーキードライバーのマックス・チルトン。
開幕戦オーストラリアGPでは、予選・決勝ともにライバルチームの1つであるケータハム勢に完勝し15位で完走。このレース終盤に記録したベストタイムは全体の11番手でセバスチャン・ベッテルらと相違ないタイムであり、チーム・マシンのパフォーマンスを考えるとかなりの好タイムであった。次戦のマレーシアGPにおいて記録した13位をケータハム勢が上回れなかった為、チームのコンストラクターズランキング10位（11チーム中）獲得に貢献した。

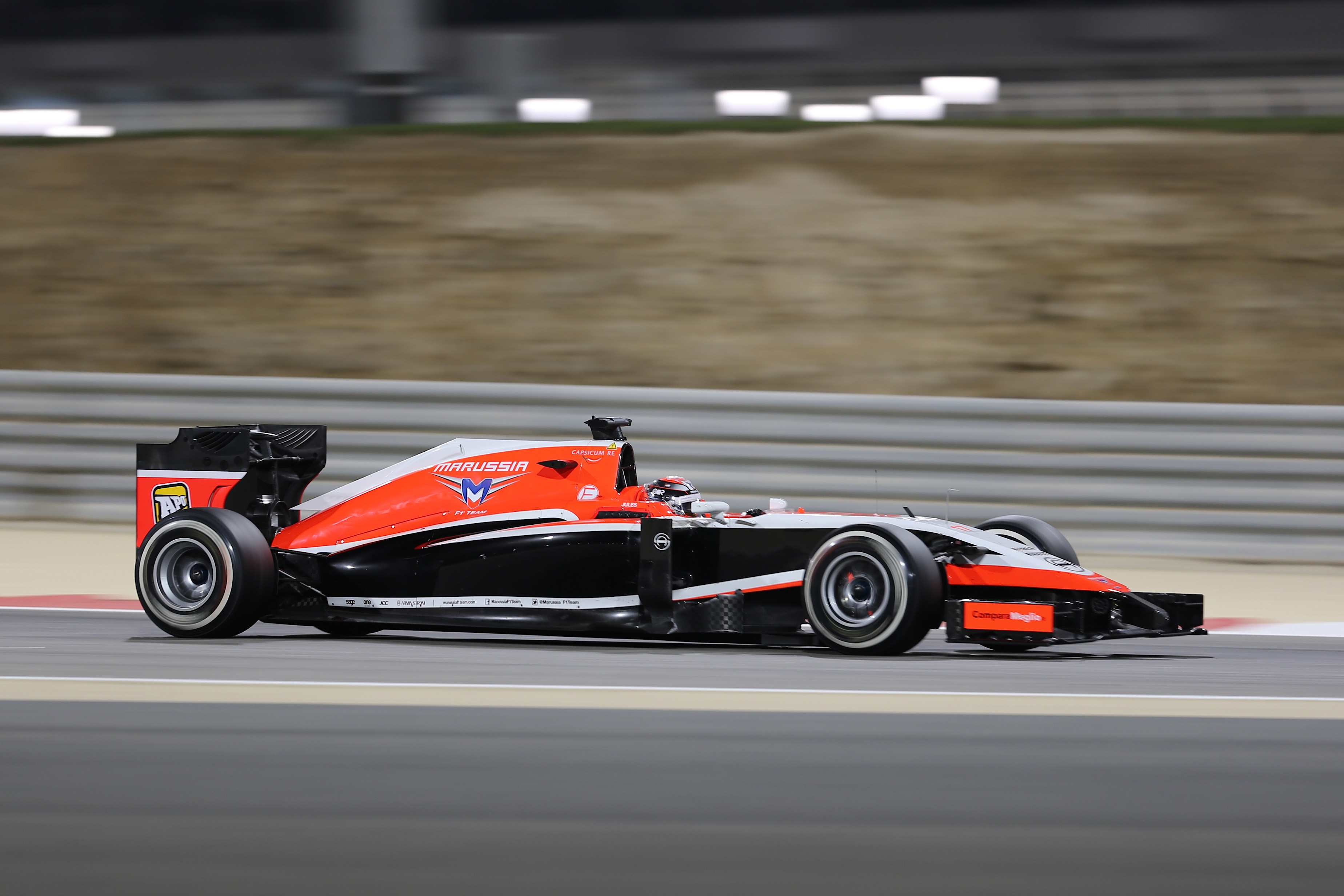
2014年バーレーンGPにてマルシャ・MR03を駆るビアンキ。

### 2014年
2013年10月、シーズン終了を待たずして2014年シーズンもマルシャF1チームに残留する事が発表された。第6戦モナコGPにて、ギアボックス交換を伴い21番グリッドからのスタートとなったが、粘り強い走りを見せ8位で完走する。5秒ストップペナルティをセーフティカーが入っている最中に行ったとしてレース終了後実際のタイムにさらに5秒加算されたため、9位のロマン・グロージャンと順位が入れ替わり、9位で初入賞という形となった。また、このレースはマルシャチームにとっては、前身のヴァージン・レーシング時代を含めF1における初入賞であった。結果的にこの2ポイントによって、マルシャはザウバーを抜いてコンストラクターズランキング9位（11チーム中）を獲得した。

#### 事故による昏睡と死去
2014年10月5日、鈴鹿サーキットで開催された第15戦日本GP決勝レースにおいて、台風18号に伴う雨により、44周目のダンロップ・コーナーを旋回中だったビアンキのマシンにハイドロプレーニング現象が発生。マシンのコントロールを失ったビアンキはアウト側に速度を保ったままコースアウトした。同じ場所では、1周前にほぼ同様のケースによってエイドリアン・スーティル（ザウバー）がコースアウトしタイヤバリアにクラッシュしており、このザウバーのマシンの撤去作業がマーシャル（係員）により行われていた。この撤去作業に用いられていた6.8 tのホイールローダー（クレーン車）の後方に、コントロール不能状態に陥ったビアンキのマシンが潜り込むような形で追突した。FIA安全委員会の調査によれば、衝突時の速度は126km/hであり、衝撃は254G（自動車が48 m / ビル15階相当の高さから地面に落下した衝撃と同程度）に達していたという。
重い脳外傷を負ったビアンキは意識を失い、救急車で四日市市の三重県立総合医療センターへ搬送され、緊急手術が行われた。手術は成功し、ビアンキは人工昏睡状態に置かれた上で同病院で治療が継続され、のちに自発呼吸の回復とバイタルサインの安定が認められた事から母国への移送ができると判断され、11月19日にニース大学付属病院に転院した。

9か月後の2015年7月13日、ビアンキの親族がSNSで「現在は楽観できない状況になりつつある」と発信。それから4日後の2015年7月17日夜、ビアンキは意識が戻らないままニース大病院で死去した。25歳没。F1における走行セッション中に起きた事故に起因するドライバーの死亡事例は、1994年サンマリノグランプリでのアイルトン・セナとローランド・ラッツェンバーガー以来、21年ぶりのことであった。

### 死後
2015年7月20日、FIA会長のジャン・トッドはビアンキのカーナンバーであった『17』を永久欠番にすると発表した。また、ビアンキの事故は翌年からのバーチャル・セーフティーカー（VSC）システムの導入のきっかけとなった。またこのビアンキの事故と、同年にインディーカーで発生したジャスティン・ウィルソンの死亡事故をきっかけに、これまでにも様々な事故で議論されていた頭部保護デバイスの導入が本格的に議論されることとなり、2018年シーズンからHalo（ヘイロー）と呼ばれる頭部保護デバイスが導入されることとなった。
ビアンキの死後最初のレースとなった2015年ハンガリーGPでは、7月26日の決勝レース前に全ドライバーが円陣を組み、1分間の黙祷を捧げた。また、各マシンに「#JB17」というステッカーが貼られた。

## 人物
- 2018年にF1デビューを果たしたシャルル・ルクレールと幼馴染だった。ルクレールと同様にニコラス・トッド率いる「オール・ロード・マネージメント（ARM）」のメンバーに加わった。ルクレールはビアンキの死後、彼も所属したフェラーリ・ドライバー・アカデミーに加入した。後に2019年にフェラーリ入りが決定、ビアンキが果たせなかった夢を実現させた[18]。この年でF1初優勝も達成した。またこのフェラーリ入りが発表される直前の2018年ベルギーGPでは、スタート直後にルクレールは多重クラッシュに巻き込まれ、他車のフロントウィング翼端板（エンドプレート）がマシンのHaloをかすめるという事故が起きた。FIAによる事故調査の最終報告書は、Haloが無かった場合、この部品がルクレールのヘルメットのバイザー部分に直撃していたと結論付けており、ビアンキの事故をきっかけに導入されることとなったHaloによって無傷で生還した[19]。
- 同郷の後輩ドライバーで、2017年にF1デビューを飾るピエール・ガスリーとも仲が良かった。
- 2013年ドイツGPはエンジントラブルでリタイアし車から離れたがマーシャルも車から離れてしまい、車を止めた場所が上り坂だったため車が独りでに動き出し、ゆっくりとバックでコースを横切った。車のギアがニュートラルになっていた為に動き出してしまったが、ルール上車から離れる際にはギアを抜きニュートラルにすることが求められているため、ビアンキに非はない。幸い他車との事故にはならなかったが、この件が原因でセーフティーカーが入りレースに影響が出た。
- 永久欠番となったカーナンバー「17」は第一希望であった「7」、第二希望であった「27」、第三希望であった「77」がいずれもキミ・ライコネン、ニコ・ヒュルケンベルグ、バルテリ・ボッタスに選択されたことによる第四希望であった（希望するカーナンバーが重複した際は前年のランキング順となるため、ビアンキは優先順位が低かった）。
- 2014年のイギリスGP後に実施されたシルバーストンテストで、イギリスGPの事故で負傷したキミ・ライコネンの代役としてビアンキがフェラーリのテストを担当した。ビアンキの死後、元フェラーリのチーム代表であるステファノ・ドメニカリは、ライコネンがチームを離脱する際には、後任にビアンキを乗せることが約束されていたと語っている[20]。なおライコネンは2018年末でフェラーリを離脱したが、そのライコネンの後任でフェラーリのシートを獲得したのはルクレールであった。
- ビアンキが在籍していたマルシャは、深刻な資金難によりビアンキの事故から2戦後のアメリカGPより、レースの欠場を余儀なくされた。しかしザウバー、ケータハムがこの年ポイントを獲得できずにシーズンを終えたため、マルシャはビアンキがモナコGPで獲得した2ポイントによってコンストラクターズ9位となった。この結果、マルシャに賞金が入り資金が調達できたため、2015年開幕戦にマノー・マルシャとしてF1に復帰。マノー・レーシングと名称が変わってはいるがチームは2016年までF1に参戦していた。マルシャと同じ時期に参戦困難となり、賞金も得られなかったケータハムF1チームは復活できず解散となっており、「ビアンキの9位」が命運を分けている。
- 2015年に向けては、フェラーリからパワーユニット供給を受けているザウバーと交渉し契約にサイン済であったとコリン・コレスがオーストリアのTV局に話している[21]。詳しくは『ザウバードライバー多重契約騒動』の項参照。

## レース戦績

### 略歴
| 年      | シリーズ                                        | チーム                               | No. | レース             | 勝利               | PP                 | FL                 | 表彰台             | ポイント           | 順位               |
| ------- | ----------------------------------------------- | ------------------------------------ | --- | ------------------ | ------------------ | ------------------ | ------------------ | ------------------ | ------------------ | ------------------ |
| 2007    | フランス・フォーミュラ・ルノー2.0（英語版）     | SG・フォーミュラ（英語版）           | 6   | 13                 | 5                  | 5                  | 10                 | 11                 | 172                | 1位                |
| 2007    | ユーロカップ・フォーミュラ・ルノー2.0（英語版） | SG・フォーミュラ（英語版）           | 43  | 6                  | 0                  | 1                  | 1                  | 0                  | 4                  | 22位               |
| 2008    | フォーミュラ3・ユーロシリーズ                   | ARTグランプリ                        | 24  | 20                 | 2                  | 2                  | 2                  | 7                  | 47                 | 3位                |
| 2008    | マカオグランプリ                                | ARTグランプリ                        | 14  | 1                  | 0                  | 0                  | 0                  | 0                  | N/A                | 9位                |
| 2008    | マスターズ・オブ・フォーミュラ3                 | ARTグランプリ                        | 4   | 1                  | 1                  | 0                  | 0                  | 1                  | N/A                | 1位                |
| 2009    | フォーミュラ3・ユーロシリーズ                   | ARTグランプリ                        | 1   | 20                 | 9                  | 6                  | 7                  | 12                 | 114                | 1位                |
| 2009    | イギリス・フォーミュラ3選手権                   | ARTグランプリ                        | 91  | 4                  | 0                  | 2                  | 2                  | 3                  | 0                  | NC†                |
| 2009    | マカオグランプリ                                | ARTグランプリ                        | 3   | 1                  | 0                  | 0                  | 0                  | 0                  | N/A                | 10位               |
| 2009    | フォーミュラ・ルノー3.5・シリーズ               | SG・フォーミュラ                     | 26  | 1                  | 0                  | 0                  | 0                  | 0                  | 0                  | NC                 |
| 2009-10 | GP2アジアシリーズ                               | ARTグランプリ                        | 7   | 6                  | 0                  | 1                  | 2                  | 1                  | 8                  | 12位               |
| 2010    | GP2シリーズ                                     | ARTグランプリ                        | 1   | 20                 | 0                  | 3                  | 1                  | 4                  | 52                 | 3位                |
| 2011    | GP2シリーズ                                     | ロータス・ART                        | 5   | 18                 | 1                  | 1                  | 0                  | 6                  | 53                 | 3位                |
| 2011    | GP2アジアシリーズ                               | ロータス・ART                        | 5   | 4                  | 1                  | 0                  | 1                  | 2                  | 18                 | 2位                |
| 2011    | フォーミュラ1                                   | スクーデリア・フェラーリ             | -   | テストドライバー   | テストドライバー   | テストドライバー   | テストドライバー   | テストドライバー   | テストドライバー   | テストドライバー   |
| 2012    | フォーミュラ・ルノー3.5・シリーズ               | テック1・レーシング（英語版）        | 8   | 17                 | 3                  | 5                  | 7                  | 8                  | 185                | 2位                |
| 2012    | フォーミュラ1                                   | サハラ・フォース・インディアF1チーム | -   | リザーブドライバー | リザーブドライバー | リザーブドライバー | リザーブドライバー | リザーブドライバー | リザーブドライバー | リザーブドライバー |
| 2013    | フォーミュラ1                                   | マルシャF1チーム                     | 22  | 19                 | 0                  | 0                  | 0                  | 0                  | 0                  | 19位               |
| 2014    | フォーミュラ1                                   | マルシャF1チーム                     | 17  | 15                 | 0                  | 0                  | 0                  | 0                  | 2                  | 17位               |

- † : ゲストドライバーとしての出走であるため、ポイントは加算されない。

### フランス・フォーミュラ・ルノー2.0
| 年                | エントラント                | 1       | 2       | 3     | 4       | 5       | 6       | 7       | 8     | 9       | 10    | 11      | 12    | 13      | DC  | ポイント |
| ----------------- | --------------------------- | ------- | ------- | ----- | ------- | ------- | ------- | ------- | ----- | ------- | ----- | ------- | ----- | ------- | --- | -------- |
| 2007年 （英語版） | SG・フォーミュラ （英語版） | NOG 1 2 | NOG 2 3 | LED 1 | LED 2 1 | DIJ 1 4 | DIJ 2 1 | VDV 1 2 | VDV 2 | MAG 1 3 | MAG 1 | MAG 2 5 | CAT 1 | CAT 2 3 | 1位 | 172      |

- 太字はポールポジション、斜字はファステストラップ。(key)

### ユーロカップ・フォーミュラ・ルノー2.0
| 年                | エントラント                | 1     | 2     | 3        | 4         | 5         | 6        | 7     | 8     | 9     | 10    | 11    | 12    | 13        | 14      | DC   | ポイント |
| ----------------- | --------------------------- | ----- | ----- | -------- | --------- | --------- | -------- | ----- | ----- | ----- | ----- | ----- | ----- | --------- | ------- | ---- | -------- |
| 2007年 （英語版） | SG・フォーミュラ （英語版） | ZOL 1 | ZOL 2 | NÜR 1 NC | NÜR 2 Ret | HUN 1 Ret | HUN 2 30 | DON 1 | DON 2 | MAG 1 | MAG 2 | EST 1 | EST 2 | CAT 1 Ret | CAT 2 9 | 21位 | 4        |

- 太字はポールポジション、斜字はファステストラップ。(key)

### フォーミュラ3・ユーロシリーズ
| 年                | エントラント  | シャシー           | エンジン   | 1         | 2        | 3       | 4        | 5         | 6        | 7         | 8       | 9       | 10      | 11      | 12      | 13        | 14        | 15        | 16      | 17      | 18       | 19      | 20      | DC  | ポイント |
| ----------------- | ------------- | ------------------ | ---------- | --------- | -------- | ------- | -------- | --------- | -------- | --------- | ------- | ------- | ------- | ------- | ------- | --------- | --------- | --------- | ------- | ------- | -------- | ------- | ------- | --- | -------- |
| 2008年 （英語版） | ARTグランプリ | ダラーラ・F308/049 | メルセデス | HOC 1 Ret | HOC 2 13 | MUG 1 3 | MUG 2 4  | PAU 1 Ret | PAU 2 26 | NOR 1 Ret | NOR 2 9 | ZAN 1 3 | ZAN 2 9 | NÜR 1 2 | NÜR 2 3 | BRH 1 22  | BRH 2 18  | CAT 1 Ret | CAT 2 3 | BUG 1   | BUG 2 17 | HOC 1 7 | HOC 2 1 | 3位 | 47       |
| 2009年 （英語版） | ARTグランプリ | ダラーラ・F308     | メルセデス | HOC 1 5   | HOC 2 3  | MUG 1   | MUG 2 14 | PAU 1     | PAU 2 3  | NOR 1     | NOR 2 1 | ZAN 1   | ZAN 2 6 | NÜR 1   | NÜR 2 5 | BRH 1 Ret | BRH 2 Ret | CAT 1     | CAT 2 5 | DIJ 1 2 | DIJ 2 1  | HOC 1   | HOC 2 7 | 1位 | 114      |

- 太字はポールポジション、斜字はファステストラップ。(key)

### フォーミュラ・ルノー3.5・シリーズ
| 年                | チーム                                     | 1         | 2        | 3       | 4       | 5         | 6     | 7        | 8       | 9       | 10    | 11      | 12      | 13      | 14      | 15      | 16      | 17        | DC  | ポイント |
| ----------------- | ------------------------------------------ | --------- | -------- | ------- | ------- | --------- | ----- | -------- | ------- | ------- | ----- | ------- | ------- | ------- | ------- | ------- | ------- | --------- | --- | -------- |
| 2009年 （英語版） | KMP・グループ／SG・フォーミュラ （英語版） | CAT 1     | CAT 2    | SPA 1   | SPA 2   | MON 1 Ret | HUN 1 | HUN 2    | SIL 1   | SIL 2   | BUG 1 | BUG 2   | ALG 1   | ALG 2   | NÜR 1   | NÜR 2   | ALC 1   | ALC 2     | NC  | 0        |
| 2012年 （英語版） | テック1・レーシング （英語版）             | ALC 1 DSQ | ALC 2 13 | MON 1 2 | SPA 1 2 | SPA 2 17  | NÜR 1 | NÜR 2 12 | MSC 1 2 | MSC 2 7 | SIL 1 | SIL 2 3 | HUN 1 3 | HUN 2 9 | LEC 1 4 | LEC 2 1 | CAT 1 7 | CAT 2 Ret | 2位 | 185      |

- 太字はポールポジション、斜字はファステストラップ。(key)

### GP2シリーズ
| 年     | エントラント  | 1           | 2          | 3         | 4           | 5           | 6          | 7           | 8           | 9         | 10        | 11        | 12        | 13          | 14          | 15         | 16          | 17        | 18        | 19         | 20        | DC  | ポイント |
| ------ | ------------- | ----------- | ---------- | --------- | ----------- | ----------- | ---------- | ----------- | ----------- | --------- | --------- | --------- | --------- | ----------- | ----------- | ---------- | ----------- | --------- | --------- | ---------- | --------- | --- | -------- |
| 2010年 | ARTグランプリ | CAT FEA Ret | CAT SPR 12 | MON FEA 4 | MON SPR 3   | IST FEA Ret | IST SPR 13 | VAL FEA 2   | VAL SPR Ret | SIL FEA 2 | SIL SPR 5 | HOC FEA 5 | HOC SPR 4 | HUN FEA Ret | HUN SPR DNS | SPA FEA 14 | SPA SPR Ret | MNZ FEA 2 | MNZ SPR 4 | YMC FEA 18 | YMC SPR 7 | 3位 | 52       |
| 2011年 | ロータス・ART | IST FEA 3   | IST SPR 7  | CAT FEA 7 | CAT SPR Ret | MON FEA Ret | MON SPR 19 | VAL FEA Ret | VAL SPR 7   | SIL FEA 1 | SIL SPR 5 | NÜR FEA 4 | NÜR SPR 2 | HUN FEA 7   | HUN SPR 6   | SPA FEA 2  | SPA SPR 2   | MNZ FEA 8 | MNZ SPR 3 |            |           | 3位 | 53       |

- 太字はポールポジション、斜字はファステストラップ。(key)

#### GP2アジアシリーズ
| 年        | エントラント  | 1         | 2         | 3         | 4           | 5          | 6          | 7          | 8           | DC   | ポイント |
| --------- | ------------- | --------- | --------- | --------- | ----------- | ---------- | ---------- | ---------- | ----------- | ---- | -------- |
| 2009-10年 | ARTグランプリ | YMC FEA   | YMC SPR   | YMC FEA 3 | YMC SPR 7   | BHR FEA 10 | BHR SPR NC | BHR FEA 10 | BHR SPR Ret | 12位 | 8        |
| 2011年    | ロータス・ART | YMC FEA 1 | YMC SPR 8 | IMO FEA 3 | IMO SPR Ret |            |            |            |             | 2位  | 18       |

- 太字はポールポジション、斜字はファステストラップ。(key)

### フォーミュラ1
| 年     | エントラント         | シャシー | エンジン                  | 1      | 2       | 3      | 4      | 5      | 6       | 7       | 8      | 9       | 10     | 11     | 12      | 13     | 14     | 15      | 16     | 17     | 18     | 19     | 20  | WDC  | ポイント |
| ------ | -------------------- | -------- | ------------------------- | ------ | ------- | ------ | ------ | ------ | ------- | ------- | ------ | ------- | ------ | ------ | ------- | ------ | ------ | ------- | ------ | ------ | ------ | ------ | --- | ---- | -------- |
| 2012年 | フォース・インディア | VJM05    | メルセデス FO 108Z 2.4 V8 | AUS    | MAL     | CHN TD | BHR    | ESP TD | MON     | CAN     | EUR TD | GBR TD  | GER TD | HUN TD | BEL     | ITA TD | SIN    | JPN     | KOR TD | IND    | ABU TD | USA    | BRA | -    | -        |
| 2013年 | マルシャ             | MR02     | コスワース CA2013 2.4 V8  | AUS 15 | MAL 13  | CHN 15 | BHR 19 | ESP 18 | MON Ret | CAN 17  | GBR 16 | GER Ret | HUN 16 | BEL 18 | ITA 19  | SIN 18 | KOR 16 | JPN Ret | IND 18 | ABU 20 | USA 18 | BRA 17 |     | 19位 | 0        |
| 2014年 | マルシャ             | MR03     | フェラーリ 059/3 1.6 V8 t | AUS NC | MAL Ret | BHR 16 | CHN 17 | ESP 18 | MON 9   | CAN Ret | AUT 15 | GBR 14  | GER 15 | HUN 15 | BEL 18† | ITA 18 | SIN 16 | JPN 20† | RUS    | USA    | BRA    | ABU    |     | 17位 | 2        |

- 太字はポールポジション、斜字はファステストラップ。(key)
- † : リタイアだが、90%以上の距離を走行したため規定により完走扱い。